# بيرديك (أرارات)

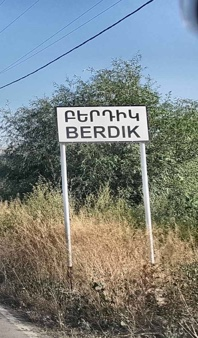
بيرديك

مدينة بيرديك (بالأرمينية:Բերդիկ) (بالإنجليزية: Berdik) هي إحدى المدن التابعة لمقاطعة أرارات في أرمينيا. يقدر عدد سكانها بـ 1019 نسمة حسب الإحصاء الذي جرى عام 2011.